# Stadio Renato Dall'Ara
Lo stadio Renato Dall'Ara è un impianto sportivo polivalente italiano di Bologna, situato nel quartiere Porto-Saragozza, che ospita le gare interne del Bologna.
Inaugurato nel 1927 come Stadio Littoriale e rinominato nel dopoguerra Stadio Comunale, è dal 3 giugno 1984 intitolato alla memoria di Renato Dall'Ara, presidente del club calcistico del Bologna, usufruttuario dell'impianto fin dalla sua apertura ufficiale. Si trova a circa 3,5 km dal centro cittadino ed è considerato tra i migliori terreni di gioco d'Europa per via delle sue eccellenti capacità di drenaggio e compattezza del tappeto erboso.
Il Dall'Ara ha ospitato due edizioni del campionato mondiale di calcio, nel 1934 e nel 1990, ed è stato sede del Super Bowl italiano di football americano nel 1986 e nel 2022, nonché di tre finali-scudetto del campionato italiano di rugby tra il 1988 e il 2001, oltre a ospitare alcune partite internazionali di rilievo della nazionale di rugby.
Tra il 1929 e il 1996, inoltre, quando ancora era attrezzato con una pista intorno al campo (rimossa nel 2015), ospitò diverse edizioni degli assoluti italiani d'atletica leggera ed altre riunioni internazionali, come il Golden Gala.
Conta 36532 posti a sedere che, in caso di utilizzo della struttura come sede di concerto, possono arrivare fino a 55000.

## Storia
L'impianto, inizialmente noto come Littoriale, nacque come il primo vero stadio italiano e fece da modello per quelli che seguirono. Fino ad allora, infatti, gli stadi comunemente intesi erano semplici campi da gioco dotati di tribune montate su impalcature. La zona prescelta era situata nella periferia ovest di Bologna, in un'area già in parte occupata dal Tiro a segno e a ridosso del portico della Certosa; il nuovo progetto si inseriva in un'operazione di valorizzazione dei terreni circostanti.
Il 12 giugno 1925 fu posata la prima pietra dell'edificio, voluto dal gerarca fascista Leandro Arpinati (in seguito podestà di Bologna).
Accanto allo stadio si vollero due piscine: una scoperta da 50 m x 30 m e una, più piccola, coperta (prima in Italia).
Il progetto del grande complesso polisportivo fu dell'ingegnere Umberto Costanzini (1897-1968), capo dell'Ufficio tecnico della Casa del Fascio, e dell'architetto Giulio Ulisse Arata.
Il 29 ottobre 1926 Arpinati poté dichiarare la data di "fine lavori", circa un anno dopo la posa della prima pietra. Due giorni dopo, la mattina del 31 ottobre 1926, davanti a tutte le autorità cittadine, lo stadio Littoriale fu inaugurato da Benito Mussolini, il quale entrò scenograficamente nell'impianto in sella al suo cavallo. Nel tardo pomeriggio dello stesso giorno Mussolini fu oggetto di un attentato perpetrato dall'anarchico quindicenne Anteo Zamboni, che gli sparò mancandolo: il giovane fu ucciso sul luogo del fallito attentato dagli squadristi del Fascio. In occasione dell'inaugurazione il poeta Giuseppe Ungaretti compose un'ode: "Or dunque che è? / Mutata tu sei civiltà? / Questa palestra novella / è la sede più bella / di te, Verità?".

Lo Stadio Littoriale nel 1928

La statua equestre di Benito Mussolini al "Littoriale"

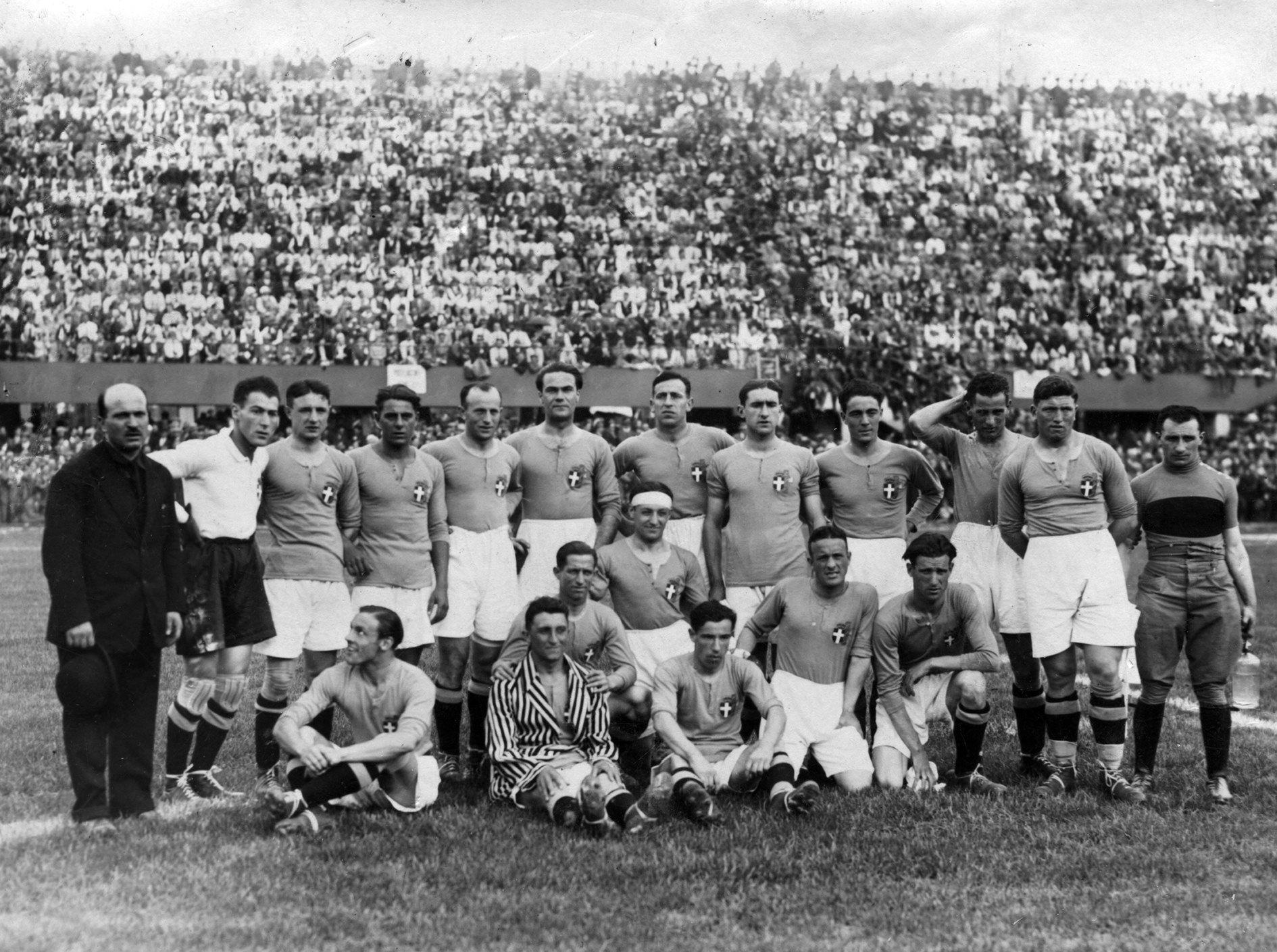
L' alla partita inaugurale dello Stadio Littoriale di Bologna

Il 29 maggio 1927, di fronte a circa 55 000 spettatori, il Littoriale fu inaugurato con l'incontro internazionale di calcio tra Italia e Spagna, alla presenza del re Vittorio Emanuele III e dell'infante Alfonso.
Agli ordini del fischietto inglese Stanley Rous, l'Italia si aggiudicò l'incontro per 2-0 con un goal di Adolfo Baloncieri, primo giocatore in assoluto a marcare nel nuovo stadio, e un autogoal dello spagnolo Manuel Prats.
La domenica successiva, 5 giugno, anche il Bologna, fino ad allora ospitato allo Sterlino, debuttò al Littoriale, battendo il Genoa 1-0 con un goal di Giuseppe Martelli.
L'impianto fu costruito con il nome di "Stadio Littoriale". La sua capacità era di 50 100 posti e i suoi muri, realizzati con il tipico mattone rosso e le finestre ad arco, lo rendevano un edificio eccezionale per l'epoca. Un'ulteriore nota di carattere fu aggiunta con la costruzione della torre di Maratona, completata nel 1929, nel settore opposto alla tribuna coperta. Infine, lo stadio fu collegato al portico di San Luca, risalente al Settecento.
Lo Stadio Littoriale era un campo di livello internazionale, uno dei più grandi e moderni dell'epoca, e così fu scelto nel 1934 per la fase finale dei campionati mondiali, per poi rimanere uno dei migliori campi italiani, seppur cambiando il proprio nome in "Stadio Comunale" al termine della guerra.
Un'ultima e definitiva modifica al nome fu fatta nel 1983: stadio Renato Dall'Ara, in memoria del presidente che diresse il Bologna per 30 anni, dal 1934 al 1964, durante i quali i rossoblù riuscirono a vincere ben 5 scudetti, l'ultimo dei quali proprio nel 1964. Il grande presidente, però, non riuscì a gioire di quel titolo, essendo morto solo 3 giorni prima della sfida-spareggio con l'Inter.
Lo stadio fu completamente ristrutturato per i mondiali del 1990. Furono introdotte nuove uscite di sicurezza, rifatta la pista di atletica, aggiunte nuove file di seggiolini alzando la vecchia struttura e fu completamente ridipinto. Infine fu costruito un nuovo tetto per la tribuna, ripulite tutte le facciate, rivisto l'impianto di illuminazione e installato un nuovo tabellone.
La curva Nord, intitolata dal 17 maggio 2009 a Giacomo Bulgarelli, giocatore e capitano del Bologna F.C., è la sede degli ultras rossoblù (in precedenza la curva era detta Andrea Costa, dal nome della strada prospiciente quel lato dello stadio). La curva Sud è denominata San Luca e nel 25 gennaio 2018 intitolata ad Árpád Weisz, storico allenatore della squadra durante il periodo d'oro del Bologna, ucciso dai nazisti in un campo di concentramento; essa è tradizionalmente riservata in parte alle tifoserie ospiti.
Lo stadio Dall'Ara ha anche ospitato gare interne della nazionale bosniaca di calcio durante le qualificazioni al mondiale del 1998 a causa dell'inagibilità dello stadio di Sarajevo.
Nel 1995 lo stadio ospitò l'incontro di rugby XV, tra l'Italia e gli All Blacks neozelandesi. La nazionale italiana di rugby fu nuovamente ospitata nel 1997, in un incontro con il Sudafrica. L'Italia uscì sconfitta da entrambi gli incontri.

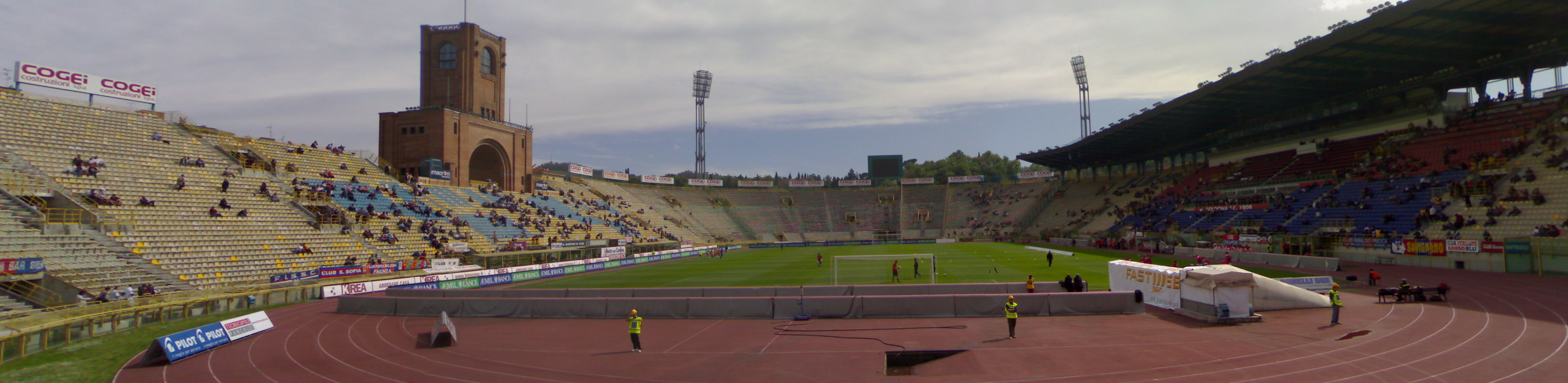
Lo stadio visto dalla curva Giacomo Bulgarelli

Nel campionato di Serie A 2006-2007 ha ospitato in campo neutro le ultime due gare casalinghe del Catania (Catania-Milan 1-1 il 13 maggio 2007 e Catania-Chievo 2-0 il 27 maggio 2007, che valse la salvezza agli etnei), in seguito alla squalifica del Massimino a causa degli scontri nel derby contro il Palermo del 2 febbraio 2007 in cui perse la vita l'ispettore capo di Polizia Filippo Raciti.
Nel 2016 s'inizia a parlare d'un passaggio di proprietà dal Comune cittadino al club calcistico, cosa che verrà riproposta nel 2020 quando il progetto di restyling dello stadio viene consegnato al Comune. Tra il 2016 e il 2018 sono stati ridotti i posti a sedere e sono state applicate piccole migliorie.

### Torre di Maratona

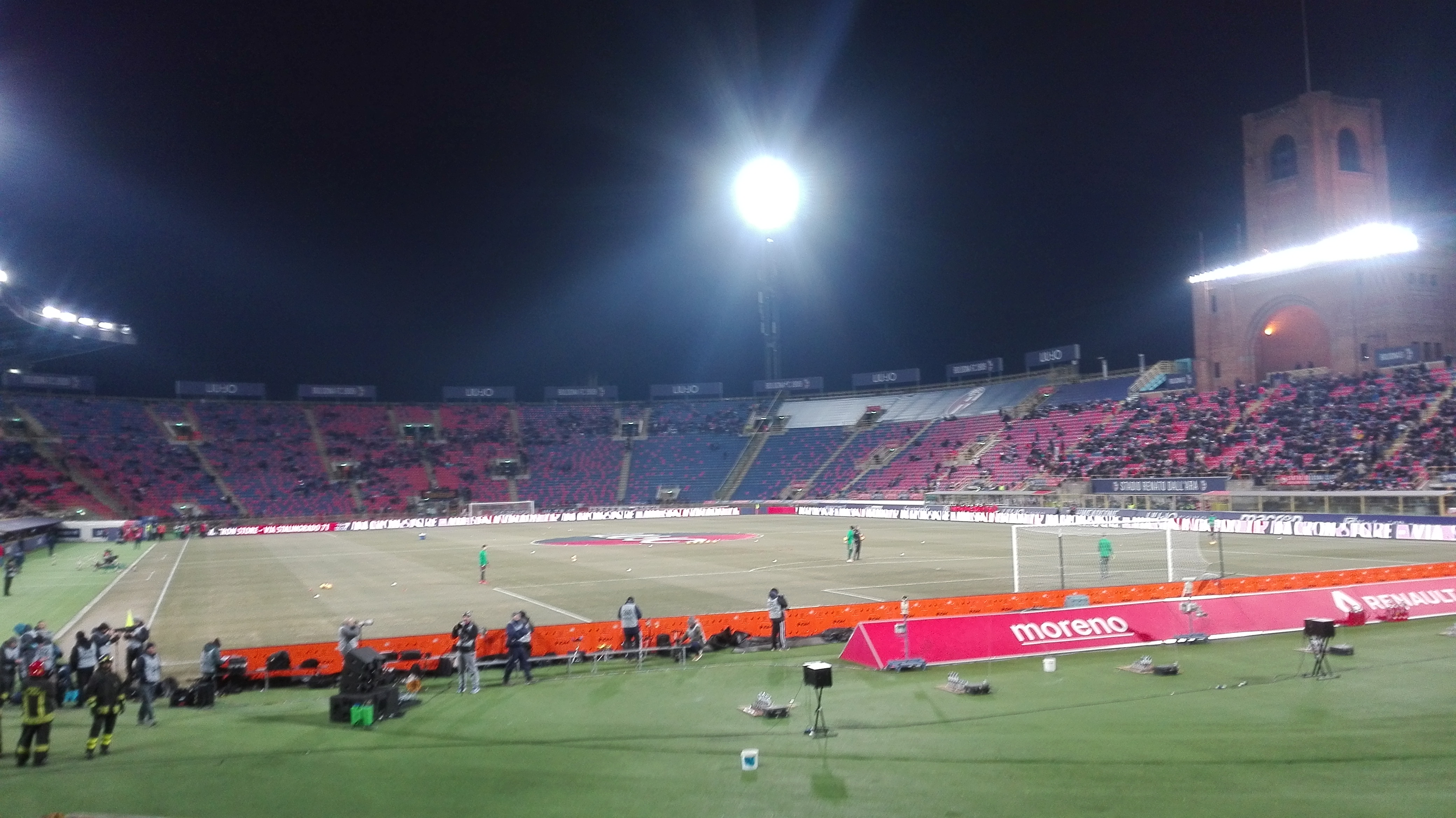
Panoramica notturna dello stadio dal settore ospiti

La torre di Maratona venne completata il 29 ottobre 1929 presso la porzione intermedia della tribuna orientale dello stadio, sul lato opposto alla tribuna coperta.
Simbolo della competizione e della resistenza degli atleti, fu progettata da Giulio Ulisse Arata e innalzata nel luogo in cui avvenne l'esecuzione di Ugo Bassi. Alta 42 metri e larga 42 metri, si articola su sei livelli, con due terrazze panoramiche intermedie che si aprono ai primi due livelli della struttura turriforme, mentre al terzo livello venne realizzata la sala comandi dell'illuminazione dell'intero impianto sportivo. I vari piani sono collegati tra loro da una serie di scale, alle quali furono poi aggiunti due ascensori, uno interno e uno esterno, per rendere più agevole la salita alla sommità.
Sul pennone della torre fu collocata una statua rappresentante la Vittoria alata con fascio littorio e un'imponente bandiera della Regia Marina dalla superficie di 100 m², mentre di fronte alla nicchia dell'arco monumentale, rivolta verso l'interno dello stadio, trovò sede la statua equestre di Mussolini, realizzata da Giuseppe Graziosi fondendo tre cannoni sottratti agli austriaci durante la battaglia dell'8 agosto 1848. Il 26 luglio 1943, giorno successivo alla caduta del fascismo, la folla abbatté la statua di Mussolini, mentre il cavallo venne rimosso nel 1947 e riutilizzato dallo scultore Luciano Minguzzi per forgiare due statue di giovani partigiani a ricordo della battaglia di Porta Lame e quindi lì collocate.

## Attività sportiva

### Calcio

#### Primo incontro internazionale
| Arbitro: | Stanley Rous |

|                                 |           |  |
| Baloncieri 31’ Prats 50’ (aut.) | Marcatori |  |

#### Mondiale 1934

##### Ottavi di finale
| Arbitro: | Braun |

|                            |           |                      |
| Jonasson 8’, 67’ Kroon 79’ | Marcatori | 3’ Belis 47’ Galateo |

##### Quarti di finale
| Arbitro: | Mattea |

|                        |           |                   |
| Horvath 5’ Zischek 53’ | Marcatori | 67’ (rig.) Sárosi |

#### Mondiale 1990
| Bologna 9 giugno 1990 | Emirati Arabi Uniti | 0 – 2 | Colombia | Stadio Renato Dall'Ara (30.798 spett.) |

| Bologna 14 giugno 1990 | Jugoslavia | 1 – 0 | Colombia | Stadio Renato Dall'Ara (32.257 spett.) |

| Bologna 19 giugno 1990 | Jugoslavia | 4 – 1 | Emirati Arabi Uniti | Stadio Renato Dall'Ara (27.833 spett.) |

| Bologna 26 giugno 1990 | Inghilterra | 1 – 0 | Belgio | Stadio Renato Dall'Ara (34.520 spett.) |

#### Nazionale della Repubblica di San Marino: qualificazioni al campionato del mondo 1994

##### Gruppo 2
| Bologna 22 settembre 1993 | San Marino | 0 – 7 | Paesi Bassi | Stadio Renato Dall'Ara |

| Bologna 17 novembre 1993 | San Marino | 1 – 7 | Inghilterra | Stadio Renato Dall'Ara |

#### Campo neutro per qualificazioni al campionato del mondo
| Bologna 8 ottobre 1996 | Bosnia ed Erzegovina | 1 – 4 | Croazia | Stadio Renato Dall'Ara |

#### Qualificazioni al campionato europeo
| Arbitro: | Steinborn |

|                                                   |           |  |
| Vieri 7’ F. Inzaghi 37’ Maldini 40’ E. Chiesa 89’ | Marcatori |  |

#### Finale di Supercoppa UEFA
| Arbitro: | Zoran Petrović |

|                         |           |  |
| Gullit 44’ Rijkaard 76’ | Marcatori |  |

#### Amichevoli Internazionali
| Bologna 31 maggio 2013                                                          | Italia    | 4 – 0 | San Marino | Stadio Renato Dall'Ara |
| \| \| \| \| \| Poli 28’ Gilardino 33’ Pirlo 49’ Aquilani 79’ \| Marcatori \| \| |           |       |            |                        |
|                                                                                 |           |       |            |                        |
| Poli 28’ Gilardino 33’ Pirlo 49’ Aquilani 79’                                   | Marcatori |       |            |                        |

| Bologna 17 novembre 2015                                                                   | Italia    | 2 – 2                | Romania | Stadio Renato Dall'Ara |
| \| \| \| \| \| Marchisio 55’ (rig.) Gabbiadini 65’ \| Marcatori \| 8’ Stancu 89’ Andone \| |           |                      |         |                        |
|                                                                                            |           |                      |         |                        |
| Marchisio 55’ (rig.) Gabbiadini 65’                                                        | Marcatori | 8’ Stancu 89’ Andone |         |                        |

| Arbitro: | Lionel Tschudi |

|                                                  |           |  |
| Immobile 23’ Barella 42’ Insigne 66’ Berardi 73’ | Marcatori |  |

#### UEFA Nations League 2019-2020
| Arbitro: | Felix Zwayer |

|                     |           |               |
| Jorginho 78’ (rig.) | Marcatori | 40’ Zieliński |

#### UEFA Nations League 2022-2023
| Arbitro: | Srđan Jovanović |

|                |           |             |
| Pellegrini 70’ | Marcatori | 73’ Kimmich |

#### Campionati europei under-212019
| Arbitro: | Serdar Gözübüyük |

|                                       |           |             |
| Chiesa 36’, 64’ Pellegrini 82’ (rig.) | Marcatori | 9’ Ceballos |

| Arbitro: | Aljaksej Kul'bakoŭ |

|  |           |            |
|  | Marcatori | 40’ Bielik |

| Arbitro: | Bobby Madden |

|                                                                    |           |  |
| Fornals 17’ Oyarzabal 35’ Fabián Ruiz 39’ Ceballos 71’ Mayoral 90’ | Marcatori |  |

| Arbitro: | Orel Grinfeeld |

|                                              |           |                        |
| Amiri 21’, 90+4’ Waldschmidt 51’ (rig.), 90’ | Marcatori | 26’ (rig.), 44’ Pușcaș |

### Rugby

#### Finali del campionato italiano
| Arbitro: | Condorelli (Catania) |

|                                  |      |                |
| Kirwan 80’ Zanon 80+4’           | mt   |                |
| S. Bettarello 21’, 34’, 41’, 44’ | c.p. | 15’, 18’ Botha |
|                                  | drop | 66’ Botha      |

| Arbitro: | Faccioli (Villadose) |

|                        |      |           |
| Sherrell 18’, 27’, 66’ | c.p. | 60’ Berry |

| Arbitro: | Morandin (Padova) |

|                                          |      |                |
| D. Dallan 54’ Pozzebon 67’ M. Dallan 71’ | mt   | 79’, 83’ Merlo |
| Pilat 54’, 67’, 71’                      | tr   |                |
| Pilat 16’, 43’, 45’, 50’                 | c.p. | 38’ Griffen    |

#### Test match
| Arbitro: | George Gadjovich |

|                |      | |
|                | mt   | 5’ M. Jones 40’ Z. Brooke 45’, 67’ W. Little 52’, 80’ Lomu 58’ I. Jones 64’ S. Fitzpatrick 69’ Rush 76’ Wilson |
|                | tr   | 5’, 40’, 45’, 52’, 58’, 69’, 76’ Culhane                                                                       |
| Bonomi 3’, 32’ | c.p. | 35’, 37’ Culhane                                                                                               |

| Arbitro: | Pablo Deluca |

|                               |      |                                                                 |
| Francescato, Gardner, Vaccari | mt   | du Randt, Erasmus (2), Muir P. Rossouw (2), Small (2), J. Swart |
| Domínguez (2)                 | tr   | Honiball (7)                                                    |
| Domínguez (4)                 | c.p. | Honiball                                                        |

| Arbitro: | Didier Mené |

|                                          |      |                                           |
| Domínguez 67’ Pilat 72’ Stoica 76’       | mt   | 80’ O'Mahony                              |
| Domínguez 72’, 76’                       | tr   | 80’ Elwood                                |
| Domínguez 12’, 30’, 39’, 51’, 60’, 80+5’ | c.p. | 6’, 17’, 34’, 54’ D. Humphreys 71’ Elwood |

### Football americano

#### VI Superbowl Italiano
| Bologna 5 luglio 1986 | Warriors Bologna | 18 – 8 (6-0 0-0 6-0 6-8)                                          | Angels Pesaro | Stadio Renato Dall'Ara (21500 spett.) |
| Williams Q1 ( TD ) 4yd run Hargreaves Q3 ( TD ) 4yd run Stanzani Q4 ( TD ) 11yd pass from Wesley Williams Marcatori Q4 ( TD ) 6yd pass from Scott Swallow Meyer Q4 ( tpc ) action Marotti |                  |                                                                   |               |                                       |
| |                  |                                                                   |               |                                       |
| Williams Q1 (TD) 4yd run Hargreaves Q3 (TD) 4yd run Stanzani Q4 (TD) 11yd pass from Wesley Williams                                                                                       | Marcatori        | Q4 (TD) 6yd pass from Scott Swallow Meyer Q4 (tpc) action Marotti |               |                                       |

### Atletica leggera
- 1929, Campionati italiani assoluti (21-22 settembre)
- 1936, Campionati italiani assoluti (28-29 giugno)
- 1938, Campionati italiani assoluti (23-24 luglio)
- 1942, Campionati italiani assoluti (11-12 luglio)
- 1945, Campionati italiani assoluti (20-21 ottobre)
- 1952, Campionati italiani assoluti
- 1957, Campionati italiani assoluti
- 1960, Campionati italiani assoluti
- 1967, Campionati italiani assoluti
- 1985, Campionati Regionali Assoluti Emilia-Romagna
- 1990, Golden Gala (8 giugno)
- 1992, Campionati italiani assoluti
- 1992, Meeting "Notte delle Stelle" (9 settembre)
- 1993, Campionati italiani assoluti
- 1996, Campionati italiani assoluti

L'8 giugno 1990 durante il Golden Gala, l'atleta Salvatore Antibo ha stabilito il record italiano nei 5000 metri piani con il tempo di 13'05"59
Dopo il 1996, a causa di un progressivo abbandono da parte del Comune di Bologna e del proprietario per concessione, il Bologna Football Club 1909, la pista non poté più essere utilizzata a causa del deperimento. Nel 2015, infine, il progetto di restyling dello stadio voluto da Joey Saputo pose definitivamente fine ad una possibilità di ripristino delle funzionalità della pista.

### Pugilato
Il 21 luglio 1956, di fronte a circa 25 000 spettatori, il pugile italiano Francesco Cavicchi batté il tedesco occidentale Heinz Neuhaus per knock-out all'11ª ripresa.
L'incontro era valido per l'assegnazione del titolo di campione d'Europa dei pesi massimi, che Cavicchi deteneva già da prima della sfida.

### Ciclismo
Il 30 maggio 1948, all'interno dello Stadio si è conclusa la 13ª tappa (Firenze-Bologna di 194 km) della 31ª edizione del Giro D'Italia; vincitore Bruno Pasquini in 5h53'30".

## Collegamenti
Lo stadio è raggiungibile grazie al servizio degli autobus urbani a Bologna offerti dall'azienda TPER:
| Gestore | Servizio | Linea | Fermata |
| ------- | -------- | ----- | ------- |
| TPER    | Autobus  | 14    | Stadio  |
| TPER    | Autobus  | 21    | Stadio  |
| TPER    | Autobus  | 61    | Stadio  |
| TPER    | Autobus  | 89    | Certosa |
| TPER    | Autobus  | 676   | Certosa |

## Concerti
Al Dall'Ara si sono esibiti numerosi artisti di fama internazionale:
- 1972 - Emerson, Lake & Palmer (25 giugno)
- 1973 - Elton John (14 aprile)
- 1973 - Emerson, Lake & Palmer (30 aprile)
- 1973 - Frank Zappa (30 agosto)
- 1979 - Lucio Dalla e Francesco De Gregori - Banana Republic (27 giugno)
- 1979 - Patti Smith (9 settembre)
- 1980 - Lou Reed (13 giugno)
- 1980 - Renato Zero (3 luglio)
- 1986 - Claudio Baglioni - Assolo tour
- 1992 - Elton John con Eric Clapton - The One Tour (6 luglio)
- 1993 - Zucchero Fornaciari - L'Urlo Tour Europa Italia (8 giugno)
- 1993 - Vasco Rossi - Gli Spari Sopra Tour (19 giugno)
- 1993 - U2 - ZooTV Tour (17-18 luglio)
- 1998 - Eros Ramazzotti - The Best Of Tour (24 giugno)
- 1999 - Vasco Rossi - Rewind Tour (30 giugno)
- 1999 - R.E.M. (11 luglio)
- 2004 - Vasco Rossi - Buoni o Cattivi Tour (9 giugno)
- 2006 - Luciano Ligabue - Nome e cognome tour 2006 (8 giugno)
- 2007 - Vasco Rossi - Vasco Live 2007 (15 settembre)
- 2008 - Vasco Rossi - Vasco.08 Live in concert (19-20 settembre)
- 2010 - Luciano Ligabue - Stadi 2010 (4 settembre)
- 2012 - Emilia Live - Concerto per l'Emilia (25 giugno)
- 2013 - Jovanotti - Backup Tour - Lorenzo negli stadi 2013 (15 giugno)
- 2013 - Vasco Rossi - Vasco Live Kom '013 (22-23-26 giugno)
- 2014 - Luciano Ligabue - Mondovisione Tour (13 settembre)
- 2015 - Vasco Rossi - Vasco Live Kom '015 (22-23 giugno)
- 2015 - Tiziano Ferro - Lo stadio Tour 2015 (1º luglio)
- 2015 - Jovanotti - Lorenzo negli stadi Tour 2015 (8 luglio)
- 2017 - Tiziano Ferro - Il mestiere della vita Tour (24 giugno)
- 2017 - Depeche Mode (29 giugno)
- 2018 - Cesare Cremonini (26 giugno)
- 2019 - Luciano Ligabue - Start Tour (6 luglio)
- 2019 - Laura Pausini e Biagio Antonacci (12 luglio)
- 2023 - Vasco Rossi (6-7-11-12 giugno)
- 2023 - Marco Mengoni (1 luglio)
- 2023 - Tiziano Ferro (11 luglio)
- 2023 - Depeche Mode (16 luglio)
- 2024 - Zucchero (27 giugno)
- 2025 - Vasco Rossi (11-12 giugno)
- 2025 - Cesare Cremonini (19-20 giugno)
- 2026 - Metallica, Gojira, Knocked Loose (3 giugno)